# Beaver Creek Resort
Beaver Creek Resort ist das größte US-amerikanische Wintersportgebiet in Beaver Creek im Vail Valley in Colorado. Es befindet sich in Privateigentum der Firma Vail Resorts.
Das Beaver Creek Resort besitzt 17 Lifte und 146 Skipisten. Im Resort finden jedes Jahr zahlreiche Sportveranstaltungen statt, wie zum Beispiel alpine Skiweltcuprennen auf der Piste Birds of Prey. In den Jahren 1989, 1999 und 2015 fanden hier mehrere Wettbewerbe der Alpinen Skiweltmeisterschaften statt.
Die größte Stadt des Gebietes ist Vail.